# Monstranzuhr

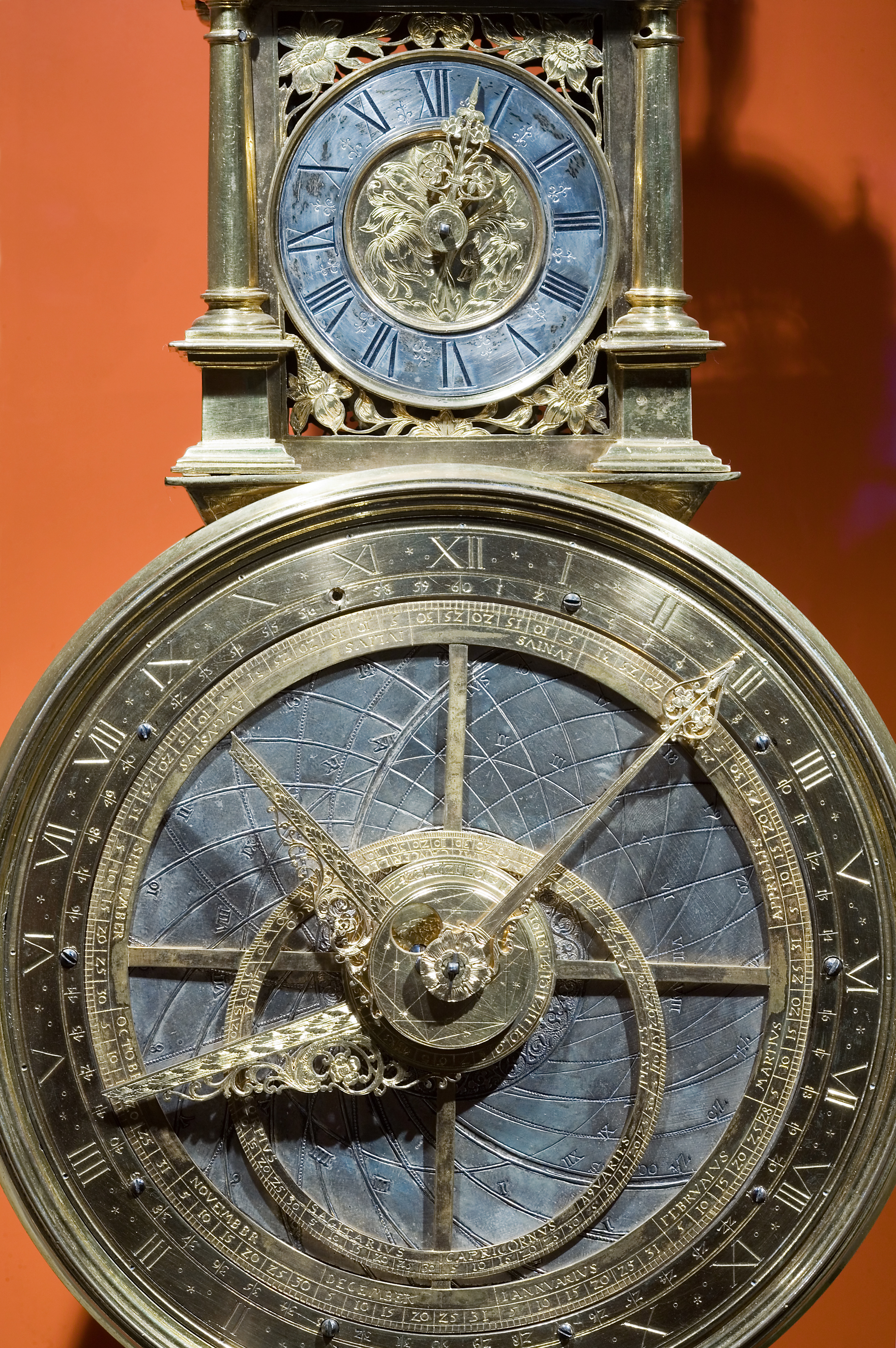
Detail einer Monstranzuhr von Johann Schneider, um 1680, (Uhrenmuseum (Wien))

Die Monstranzuhr (auch: Spiegeluhr) war ein beliebter Uhrentyp der Renaissance, der zwischen 1500 und 1650 gebaut wurde.
Es handelt sich um eine Tischuhr, deren Gehäuse in Form einer Monstranz gearbeitet wurde und aus ziseliertem Bronzeguss und getriebenem, teils vergoldetem Kupfer- oder Messingblech bestand. Zentrum der Herstellung war Anfang des 17. Jahrhunderts der süddeutsche Raum um Augsburg.